# Jesper Olsen (löpare)
Jesper Kenn Olsen född 2 juli 1971 i Köpenhamn, är en dansk ultralöpare som mellan januari 2004 och oktober 2005 sprang runt världen då han sprang cirka 26 000 km, och han var den första som sprungit runt världen i nord-sydlig riktning istället för öst-västlig riktning då han sprang cirka 40 000 km: 2008-2010 och 2011-2012, med ett sex månaders uppehåll på grund av sjukdom och skada.
Rutten på hans första resa gick via London – Köpenhamn – Moskva – Vladivostok – (flyg) – Niigata – Tokyo – (flyg) – Sydney - Perth – (flyg) – Los Angeles – Vancouver – New York – (flyg) – Shannon – Dublin – (flyg) – Liverpool – London.